# Liste der Kulturdenkmäler in Hessen

Landkreise und kreisfreie Städte in Hessen

Lage Hessens in Deutschland

Die Liste der Kulturdenkmäler in Hessen ist nach Landkreisen und kreisfreien Städten untergliedert.

## Liste
- Liste der Kulturdenkmäler im Landkreis Bergstraße
- Liste der Kulturdenkmäler in Darmstadt
- Liste der Kulturdenkmäler im Landkreis Darmstadt-Dieburg
- Liste der Kulturdenkmäler in Frankfurt am Main
- Liste der Kulturdenkmäler im Landkreis Fulda
- Liste der Kulturdenkmäler im Landkreis Gießen
- Liste der Kulturdenkmäler im Landkreis Groß-Gerau
- Liste der Kulturdenkmäler im Landkreis Hersfeld-Rotenburg
- Liste der Kulturdenkmäler im Hochtaunuskreis
- Liste der Kulturdenkmäler im Landkreis Kassel
- Liste der Kulturdenkmäler in Kassel
- Liste der Kulturdenkmäler im Lahn-Dill-Kreis
- Liste der Kulturdenkmäler im Landkreis Limburg-Weilburg
- Liste der Kulturdenkmäler im Main-Kinzig-Kreis
- Liste der Kulturdenkmäler im Main-Taunus-Kreis
- Liste der Kulturdenkmäler im Landkreis Marburg-Biedenkopf
- Liste der Kulturdenkmäler im Odenwaldkreis
- Liste der Kulturdenkmäler im Landkreis Offenbach
- Liste der Kulturdenkmäler in Offenbach am Main
- Liste der Kulturdenkmäler im Rheingau-Taunus-Kreis
- Liste der Kulturdenkmäler im Schwalm-Eder-Kreis
- Liste der Kulturdenkmäler im Vogelsbergkreis
- Liste der Kulturdenkmäler im Landkreis Waldeck-Frankenberg
- Liste der Kulturdenkmäler im Werra-Meißner-Kreis
- Liste der Kulturdenkmäler im Wetteraukreis
- Liste der Kulturdenkmäler in Wiesbaden